# Парахин, Иван Иванович
Иван Иванович Парахин — советский хозяйственный, государственный и политический деятель, Герой Социалистического Труда.

## Биография
Родился в 1925 году в деревне Константиновка. Член КПСС.
Участник Великой Отечественной войны, снайпер, командир взвода автоматчиков. С 1946 года — на хозяйственной, общественной и политической работе. В 1946—1979 гг. — работник органов внутренних дел Буйского района, начальник Буйского районного отдела милиции, председатель колхоза «Путь Ильича», директор совхоза «Шушкодомский», директор учебно-опытного хозяйства «Караваево» Костромского сельскохозяйственного института.
Указом Президиума Верховного Совета СССР от 11 декабря 1973 года присвоено звание Героя Социалистического Труда с вручением ордена Ленина и золотой медали «Серп и Молот».
Умер в Караваеве в 1979 году.